# Sándor Weöres
Sándor Weöres (nn. 22 iunie 1913, Szombathely, Comitatul Vas, Austro-Ungaria – d. 22 ianuarie 1989, Budapesta, Republica Populară Ungară) a fost un scriitor maghiar.

## Traduceri
- Weöres Sándor, Versuri, Editura Univers, Colecția Orfeu, București, 1978